# Astropectinidae
Famille
Les Astropectinidae forment une famille d'étoile de mer de l'ordre des Paxillosida. Elle regroupe 26 genres.

## Caractéristiques
Ce sont des étoiles régulières, pourvues de 5 bras triangulaires bordés de denticules articulées servant à creuser le sable. Ces étoiles portent sur toute leur périphérie deux rangées de plaques marginales, couvertes de fines épines. La face supérieure (« aborale ») est couverte de paxilles. Les podia sont pointus, dépourvus de ventouse, et pourvus d'ampoules doubles.
Le genre très similaire Archaster ne doit pas être confondu avec une Astropectinidae, car il appartient à la famille très éloignée des Archasteridae, dans l'ordre des Valvatida.
Avec 242 espèces réparties dans 27 genres (largement dominés par le genre Astropecten), il s'agit de la deuxième plus vaste famille d'étoiles de mer, derrière les Goniasteridae et devant les Asteriidae.

## Taxinomie
Liste des genres selon World Register of Marine Species (14 décembre 2013) :
- Astromesites, Fisher, 1913 -- 3 espèces
- Astropecten, Gray, 1840 -- 104 espèces (genre type)
- Astropectinides, Verrill, 1914 -- 3 espèces
- Bathybiaster, Danielssen & Koren, 1883 -- 2 espèces
- Betelgeusia, Blake & Reid, 1998 (genre éteint)
- Blakiaster, Perrier, 1881 -- 1 espèce
- Bollonaster, McKnight, 1977 -- 1 espèce
- Bunodaster, Verrill, 1909 -- 1 espèce
- Craspidaster, Sladen, 1889 -- 1 espèce
- Ctenophoraster, Fisher, 1906 -- 4 espèces
- Ctenopleura, Fisher, 1913 -- 4 espèces
- Dipsacaster, Alcock, 1893 -- 15 espèces
- Dytaster, Sladen, 1889 -- 17 espèces
- Koremaster, Fisher, 1913 -- 1 espèce
- Leptychaster, E.A. Smith, 1876 -- 11 espèces
- Lonchotaster, Sladen, 1889 -- 1 espèce
- Macroptychaster, H.E.S. Clark, 1963 -- 1 espèce
- Mimastrella, Fisher, 1916 -- 2 espèces
- Patagiaster, Fisher, 1906 -- 3 espèces
- Persephonaster, Wood-Mason & Alcock, 1891 -- 24 espèces
- Plutonaster, Sladen, 1889 -- 12 espèces
- Proserpinaster, Fell, 1963 -- 4 espèces
- Psilaster, Sladen, 1885 -- 13 espèces
- Tethyaster, Sladen, 1889 -- 8 espèces
- Thrissacanthias, Fisher, 1910 -- 2 espèces
- Tritonaster, Fisher, 1906 -- 3 espèces
- Trophodiscus, Fisher, 1917 -- 2 espèces

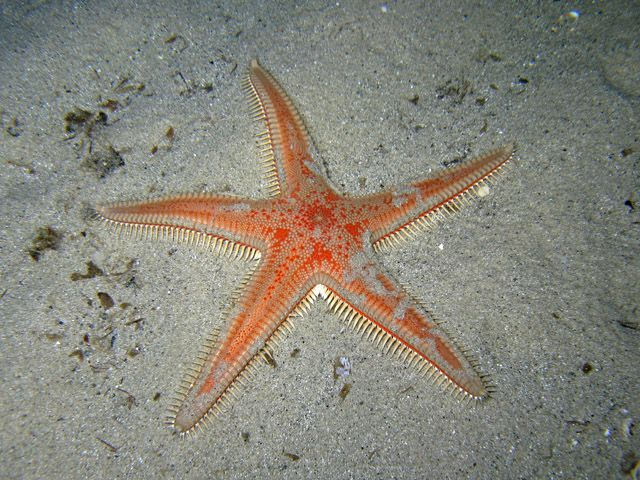
Astropecten aranciacus
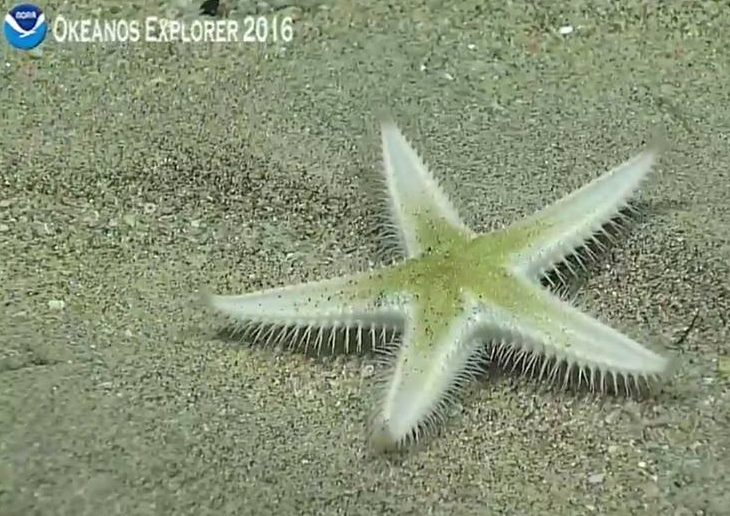
Astropectinides ctenophora
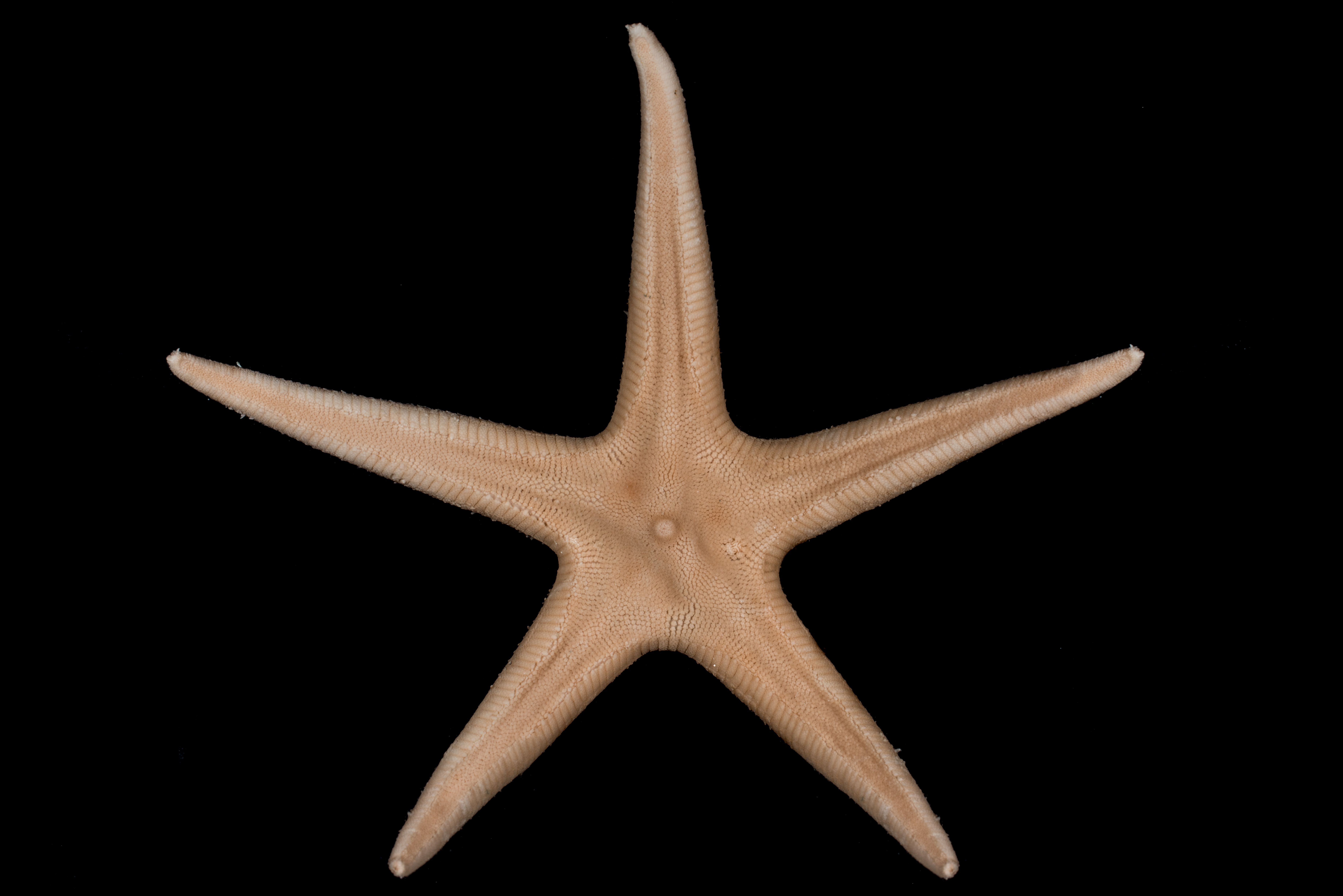
Bathybiaster vexillifer
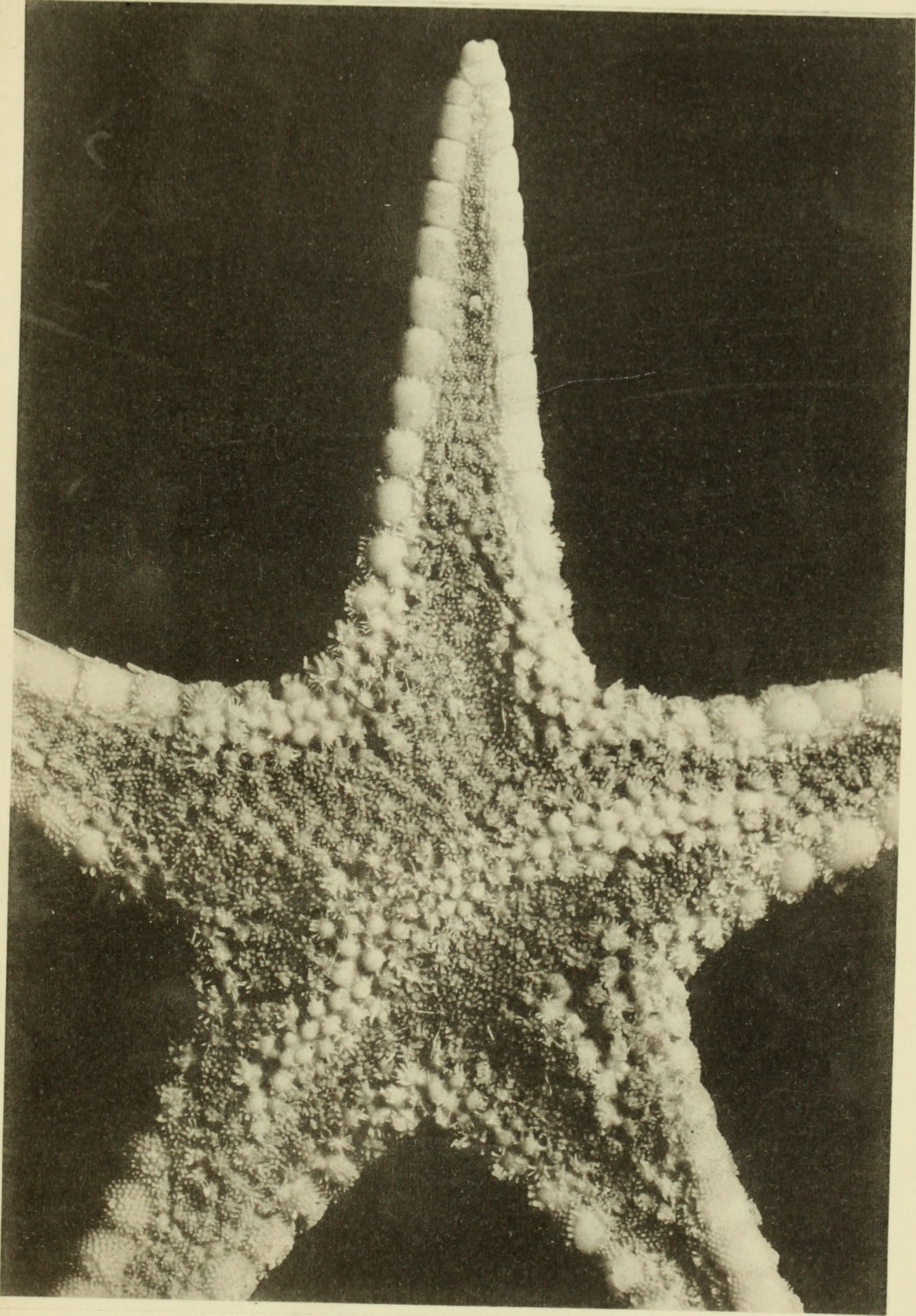
Blakiaster conicus
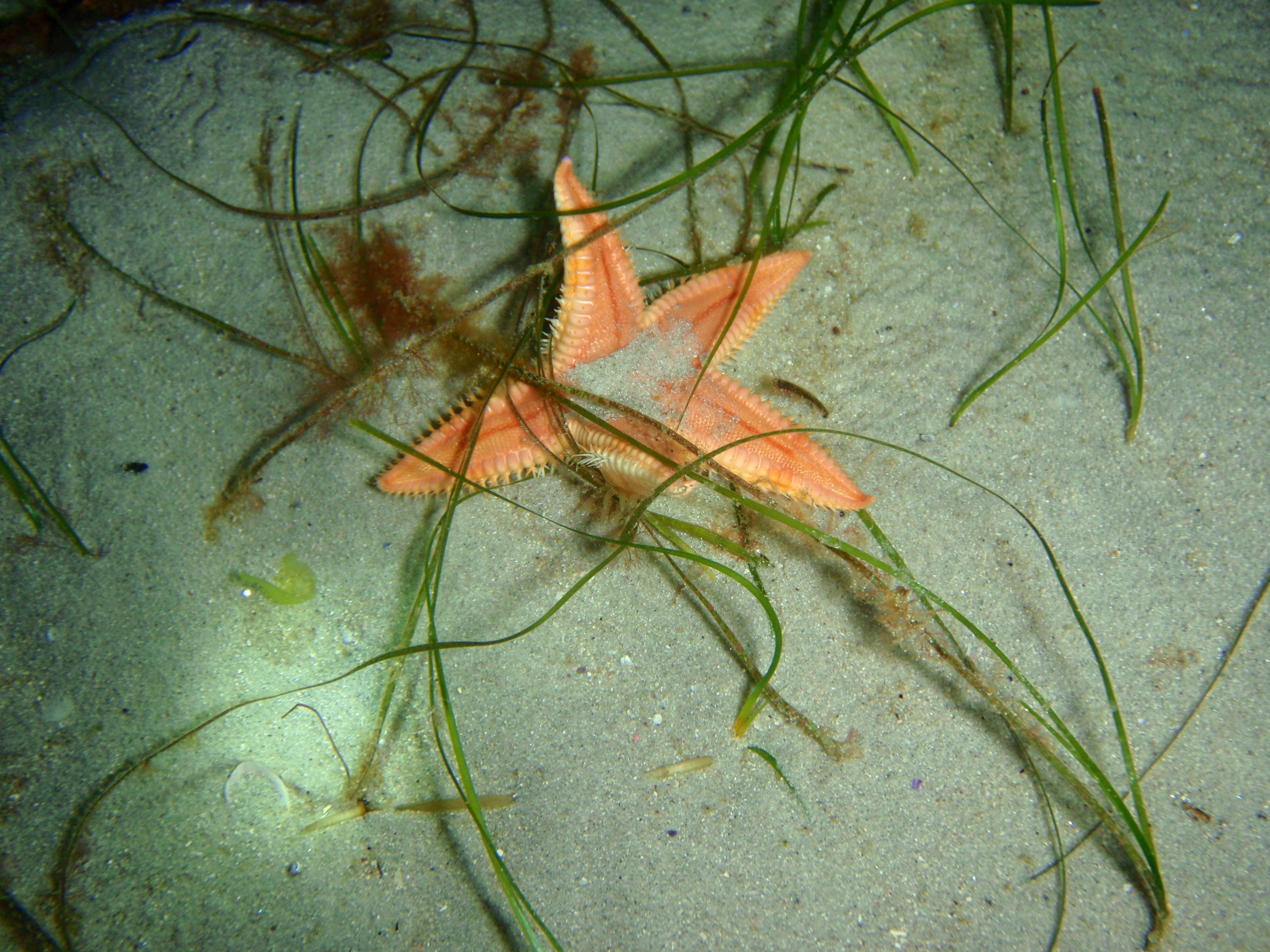
Bollonaster pectinatus
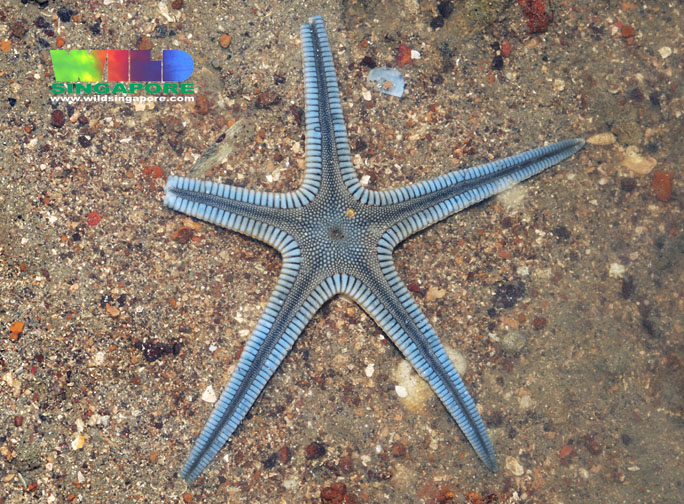
Craspidaster hesperus
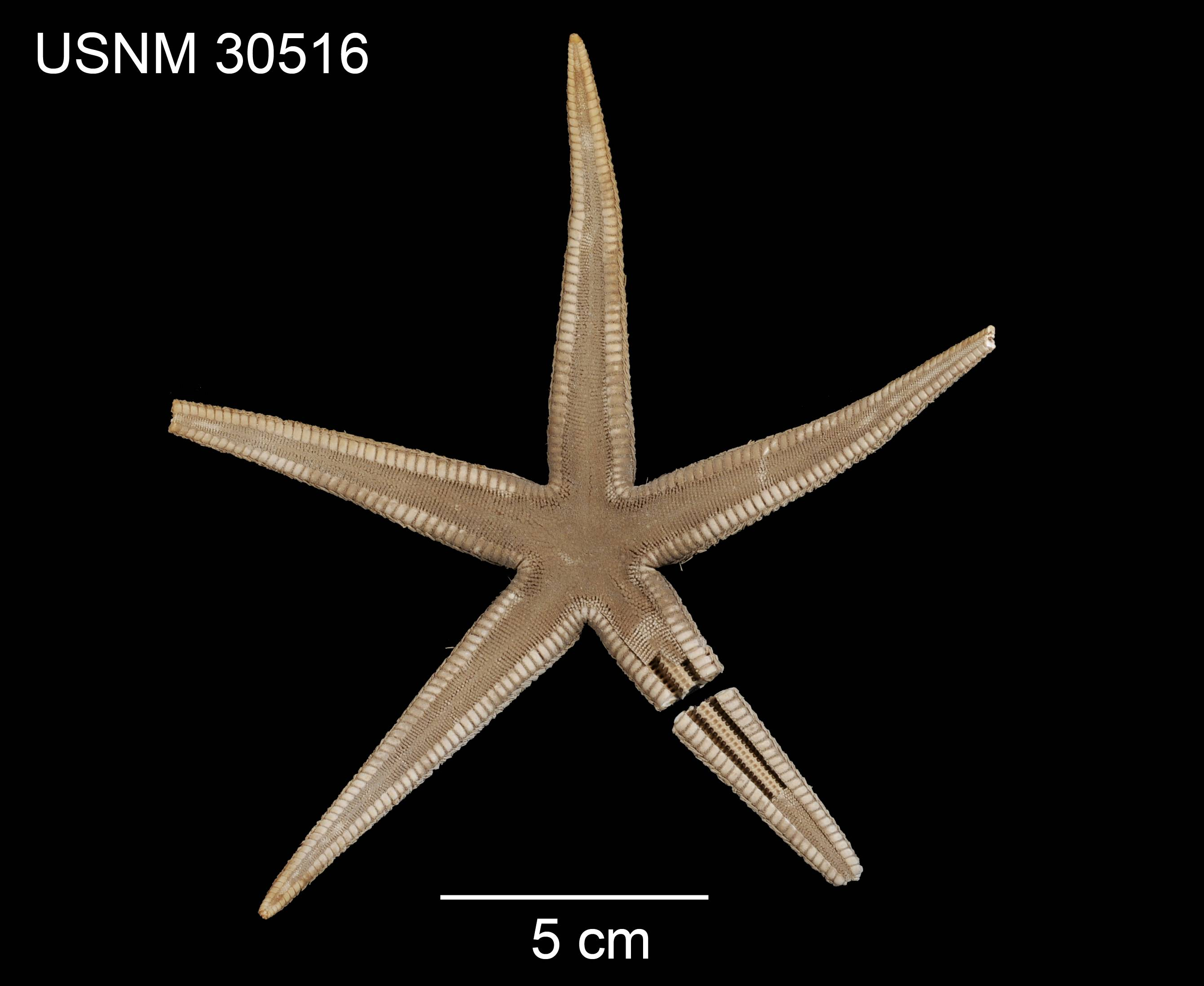
Ctenophoraster diploctenius
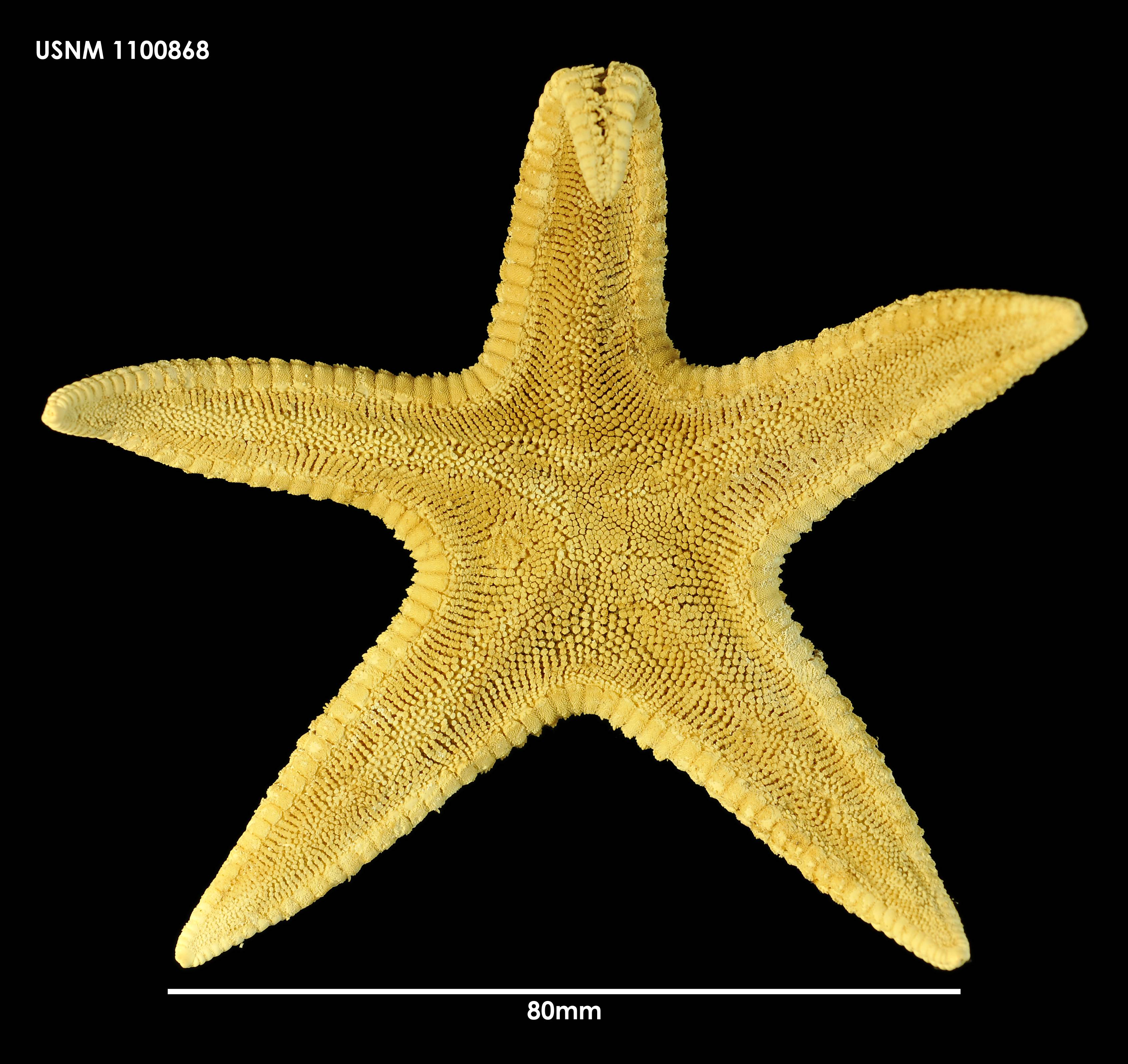
Dipsacaster magnificus
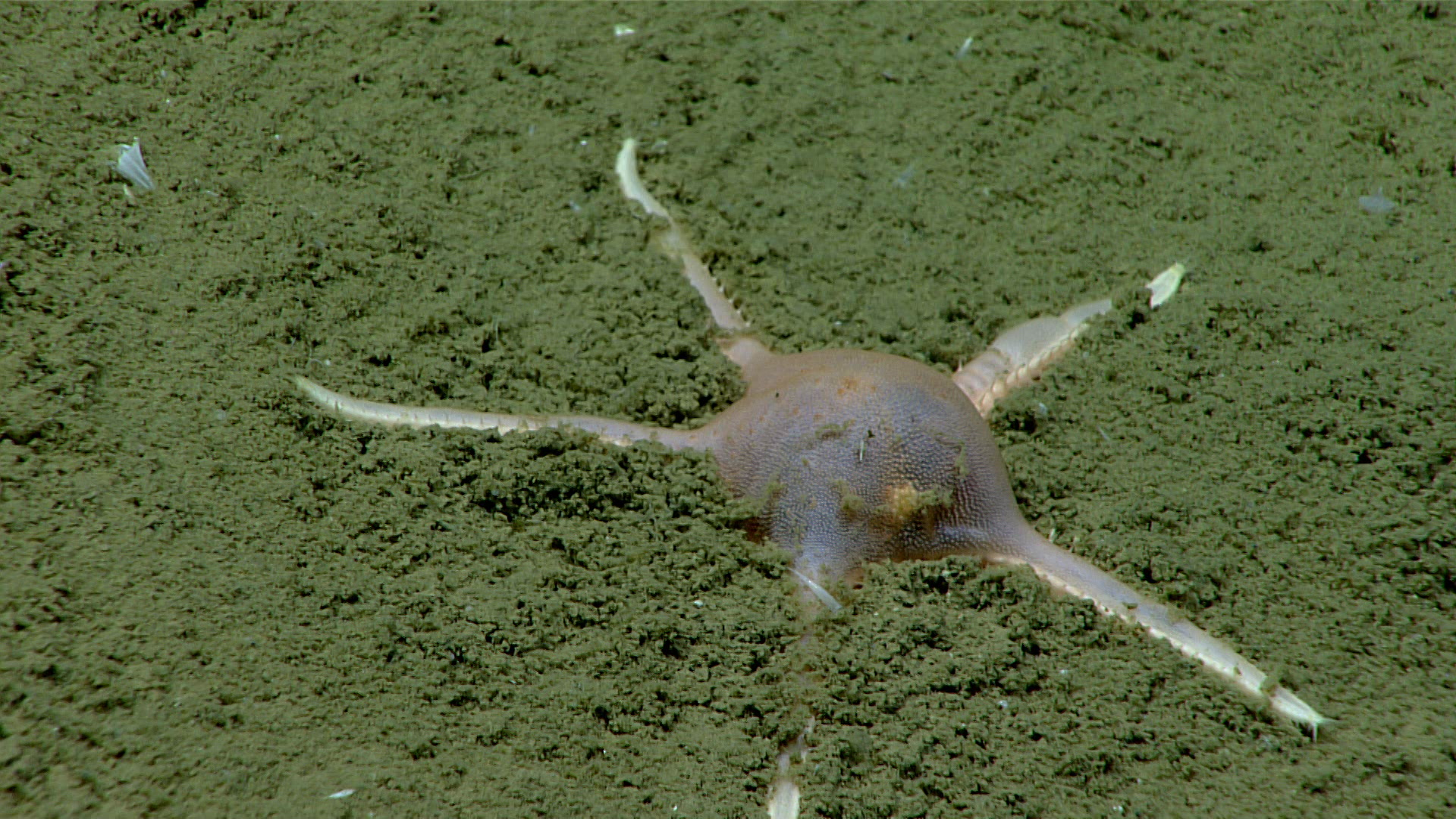
Dytaster insignis
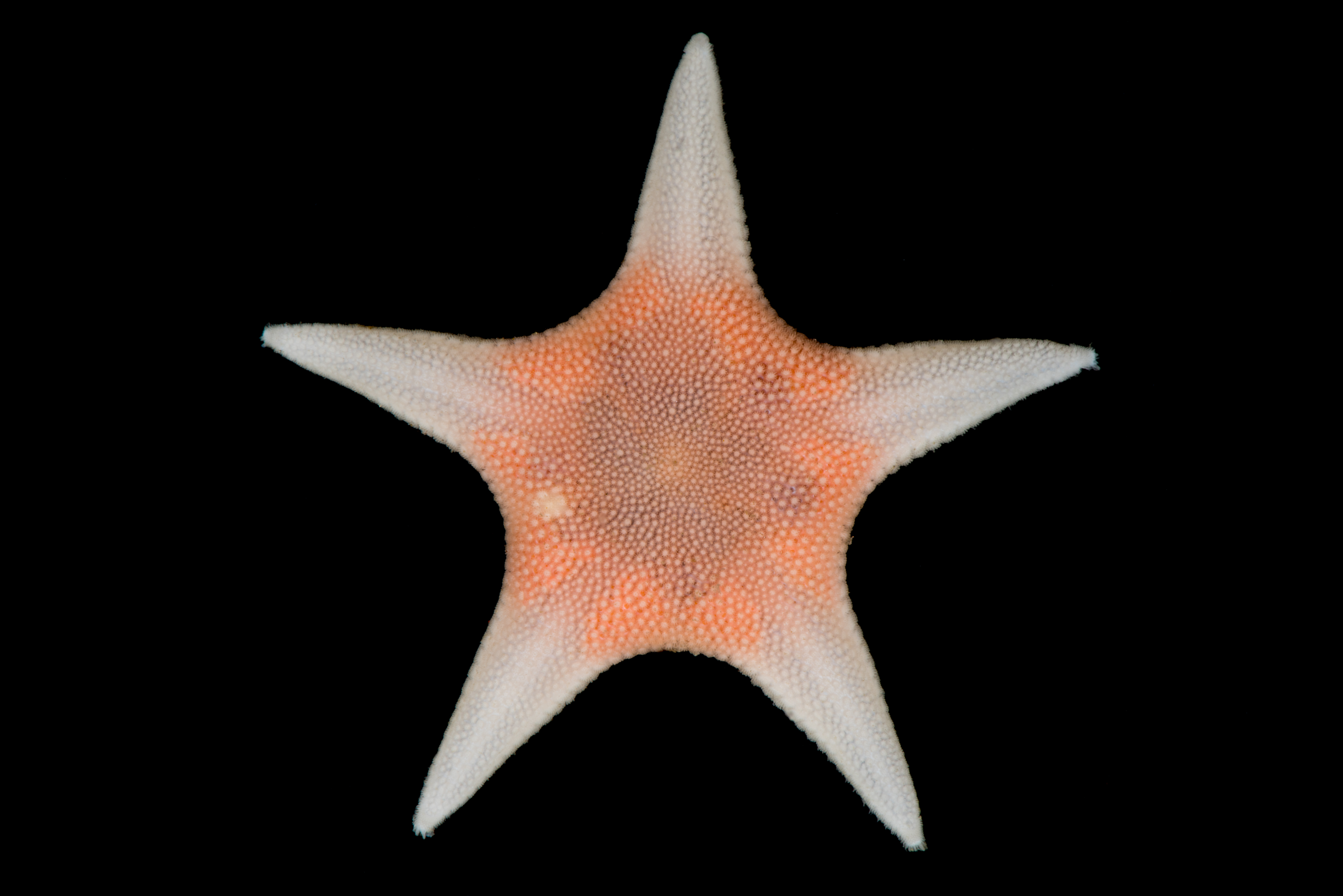
Leptychaster arcticus
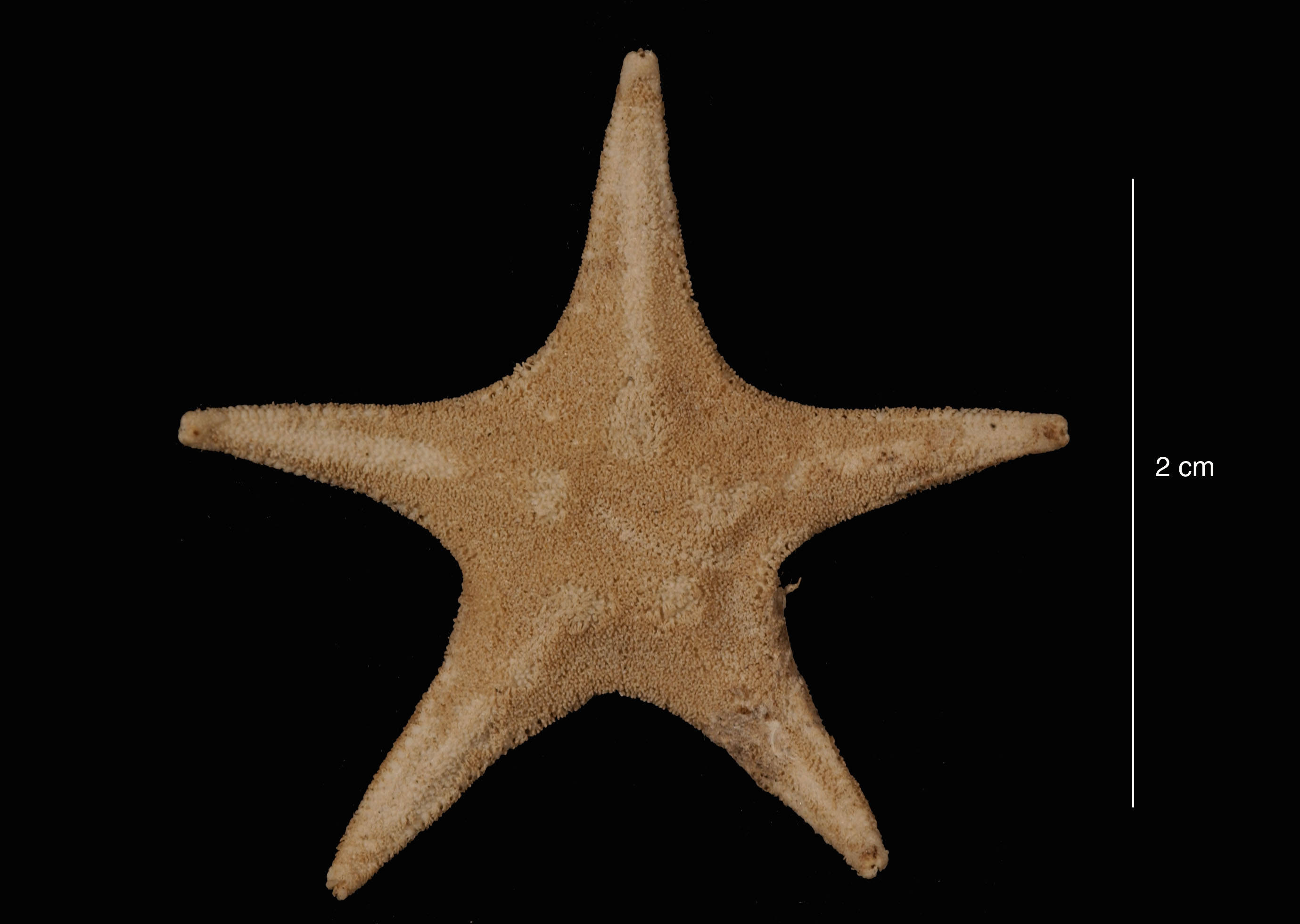
Lonchotaster tartareus (USNM)
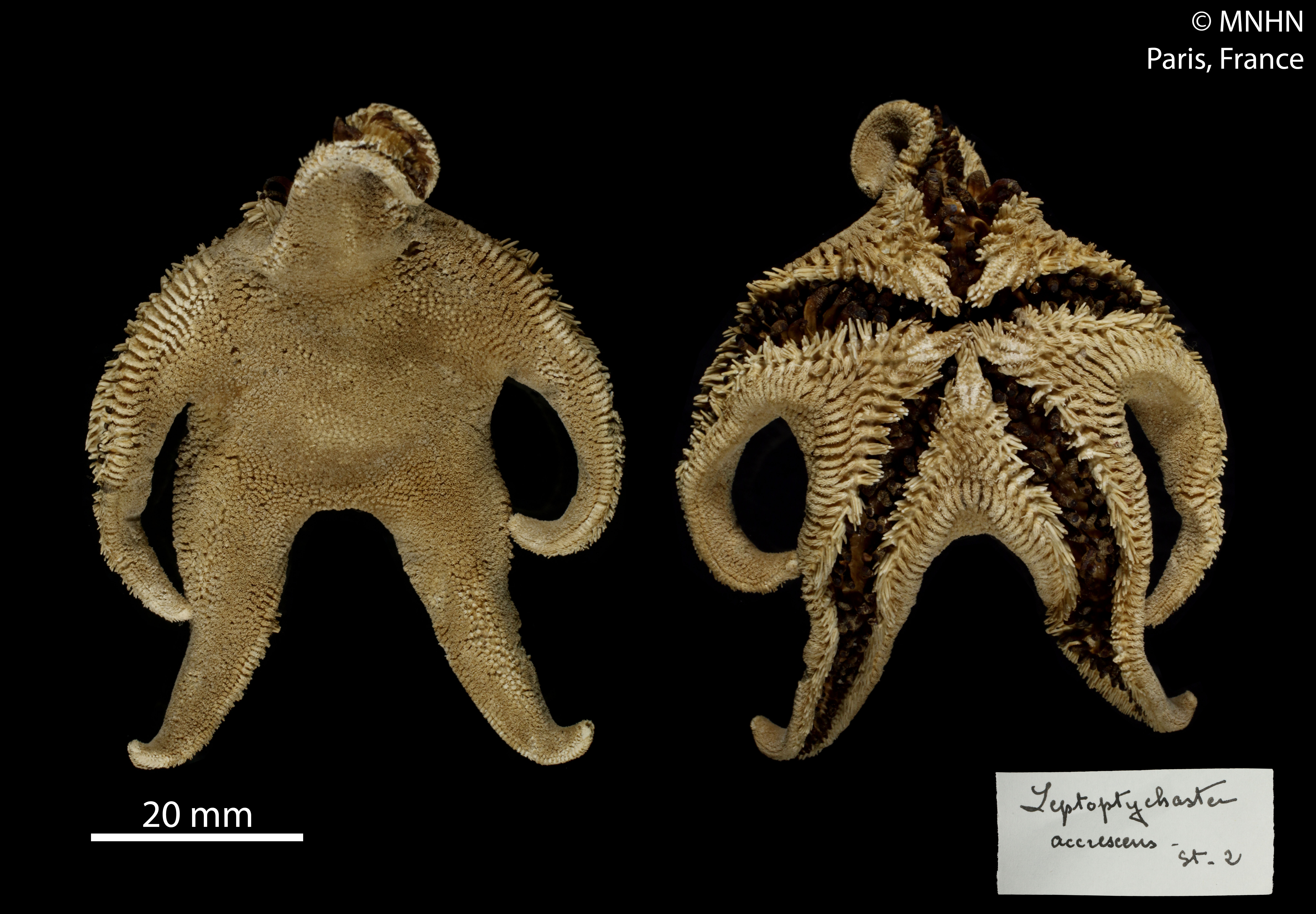
Macroptychaster accrescens (MNHN)
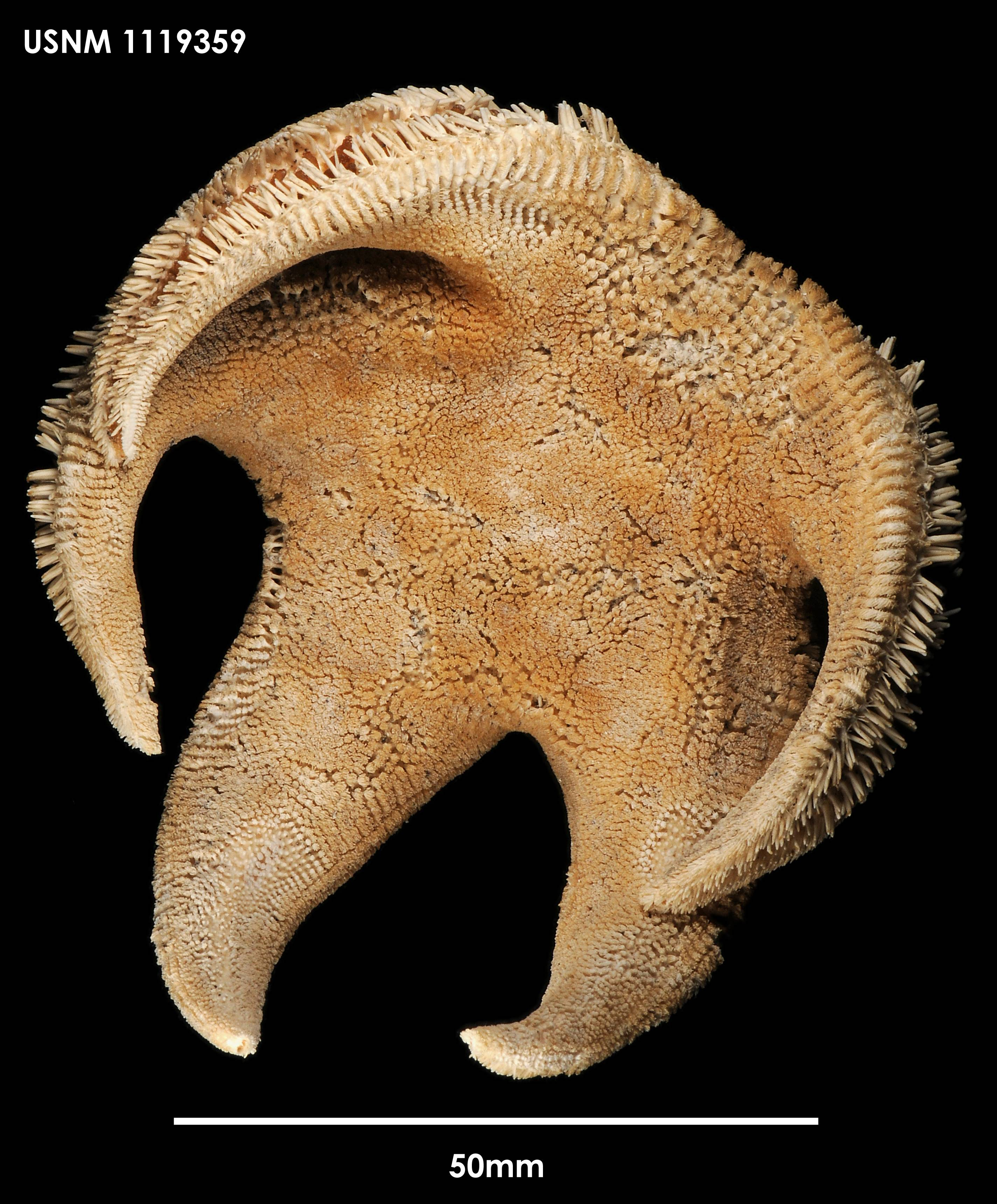
Mimastrella cognata (USNM)
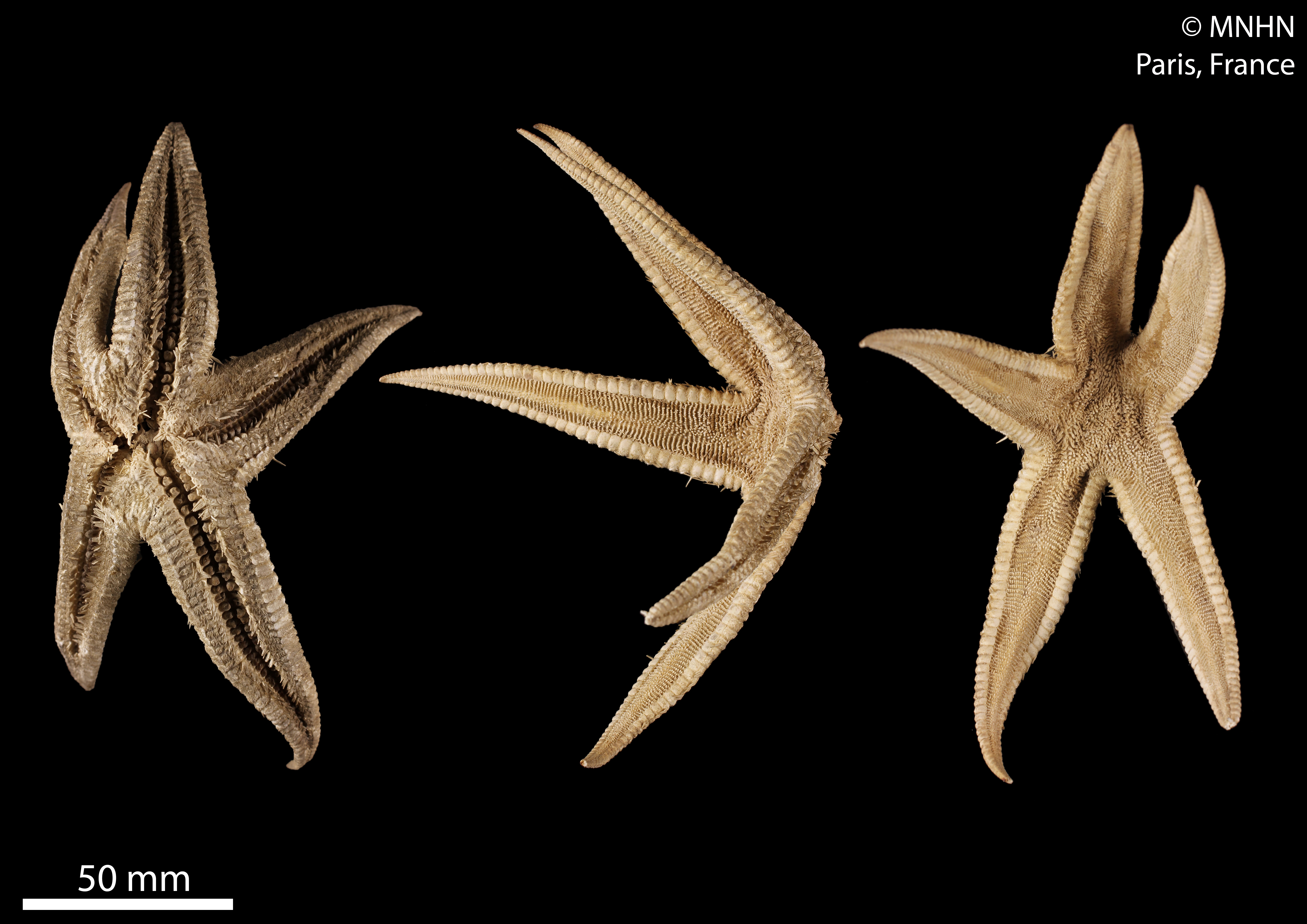
Persephonaster coelochilus (MNHN)
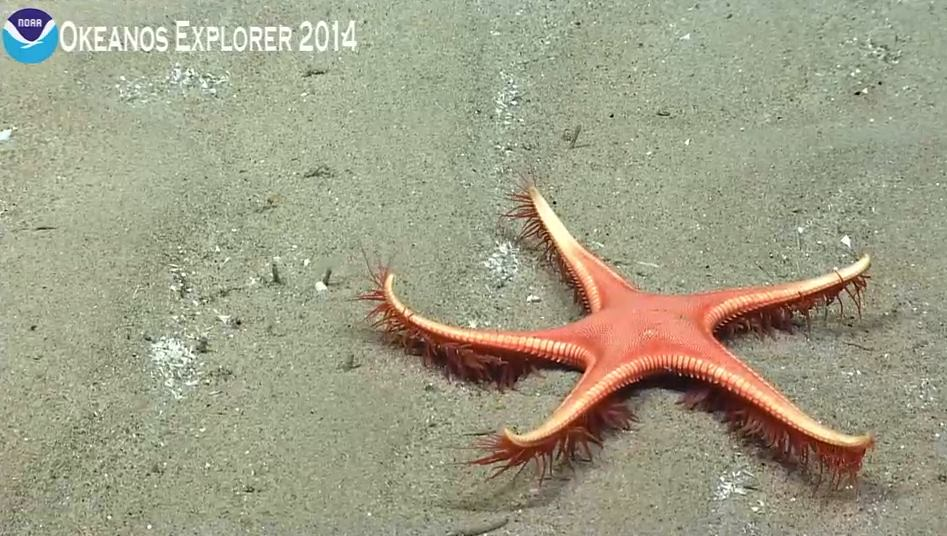
Plutonaster sp.
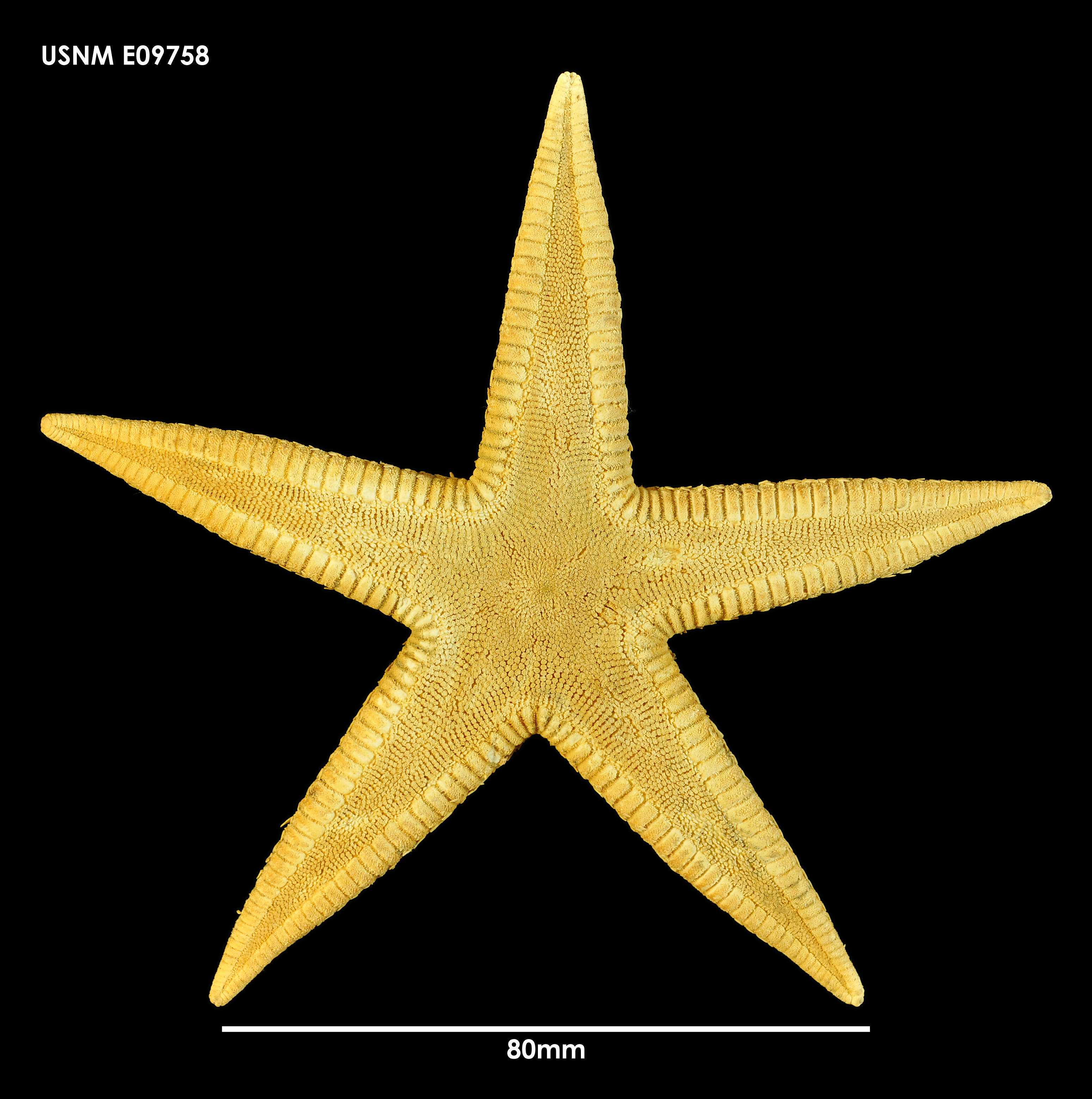
Proserpinaster neozelandicus
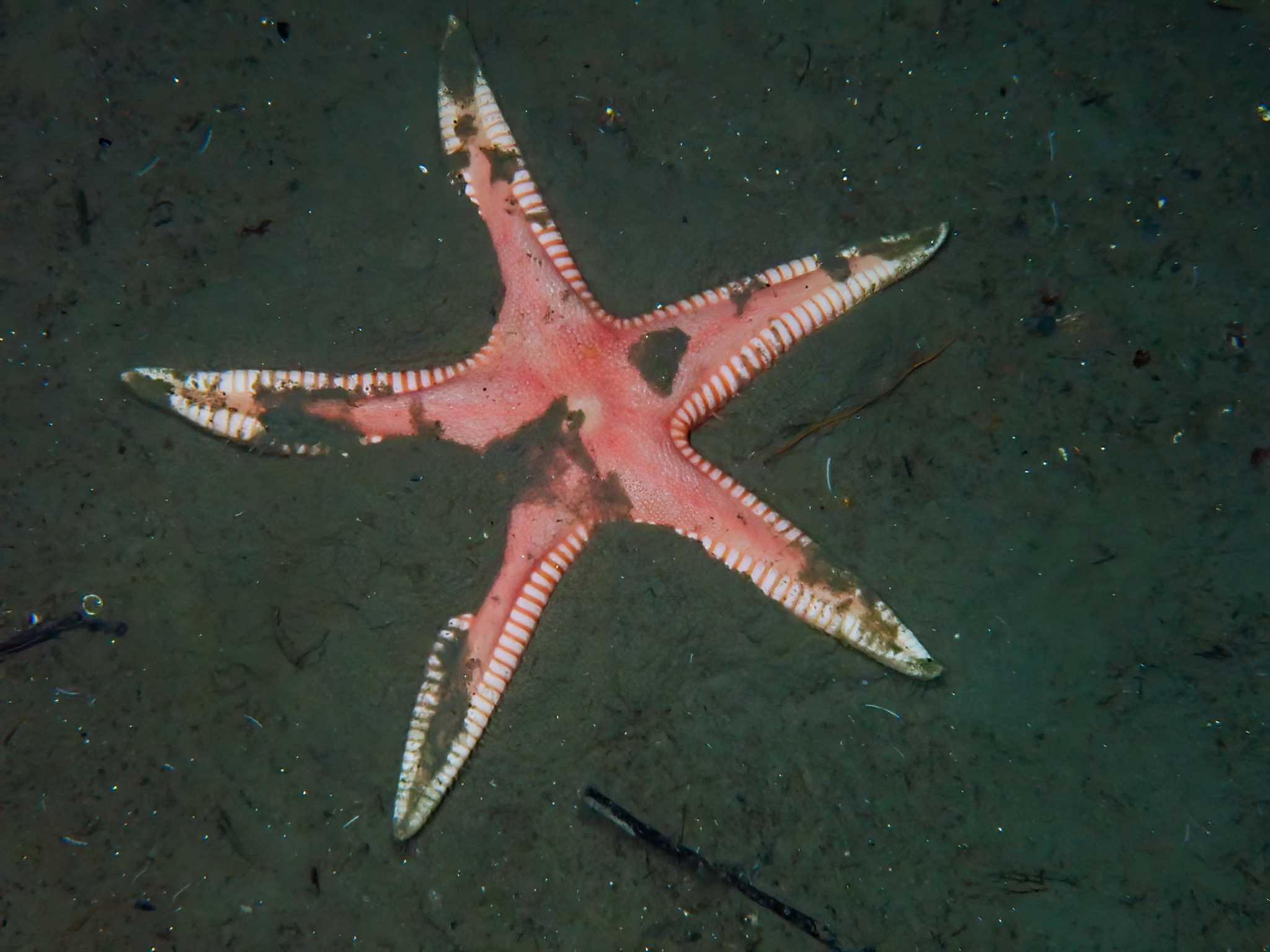
Psilaster andromeda
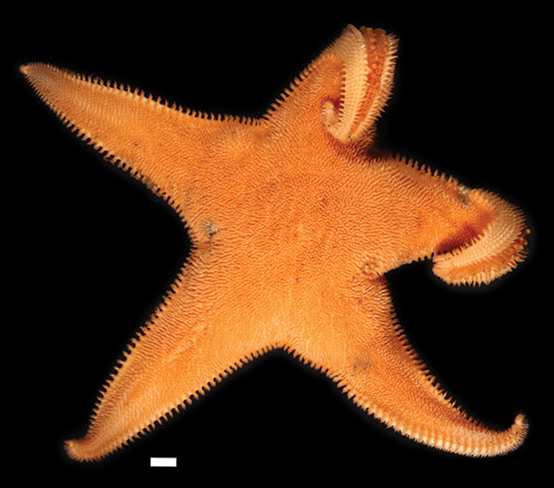
Tethyaster canaliculatus
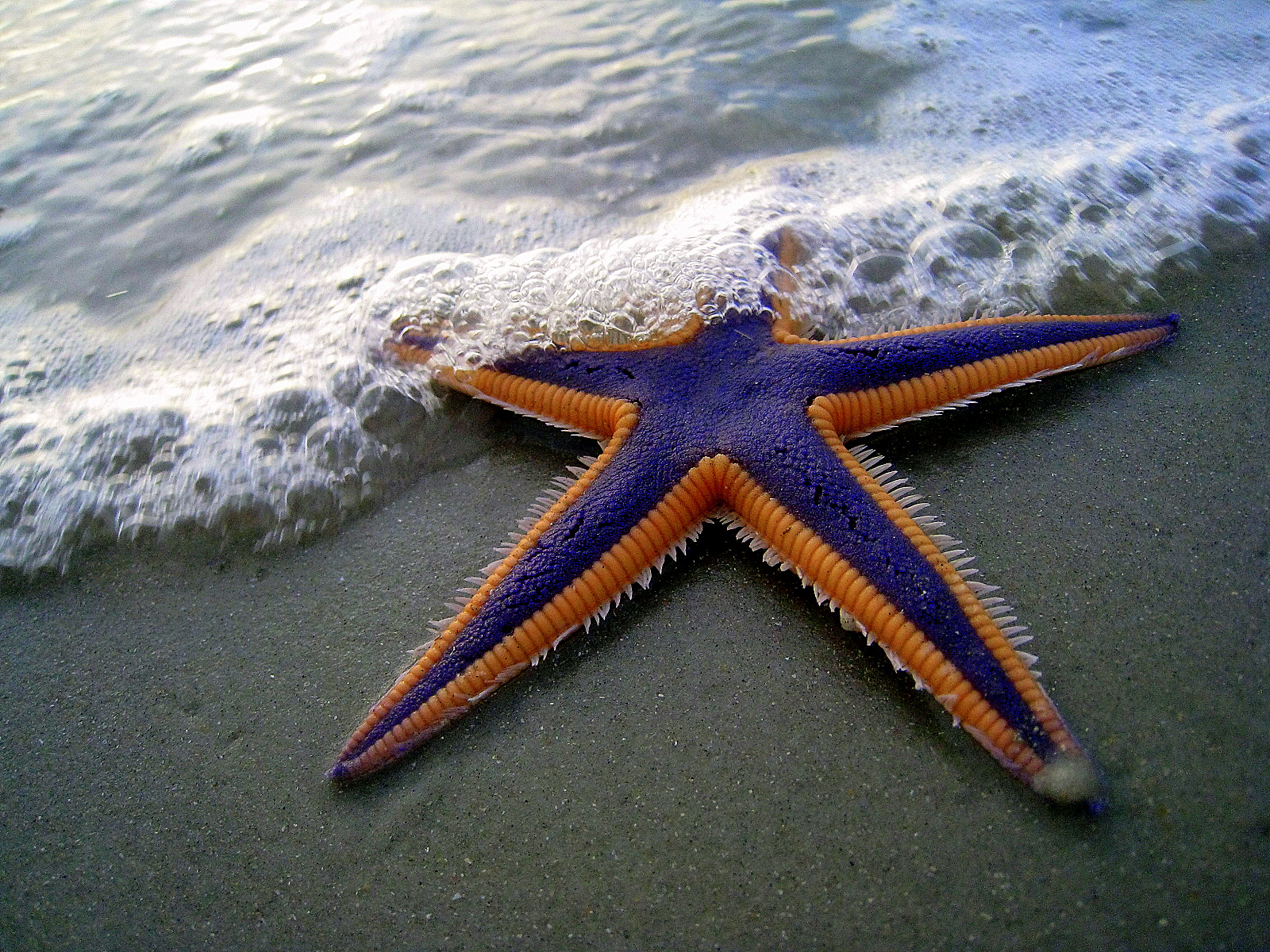
Astropecten articulatus
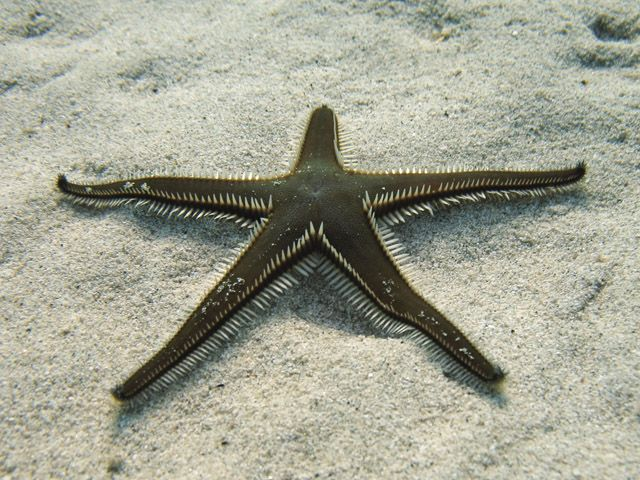
Astropecten bispinosus
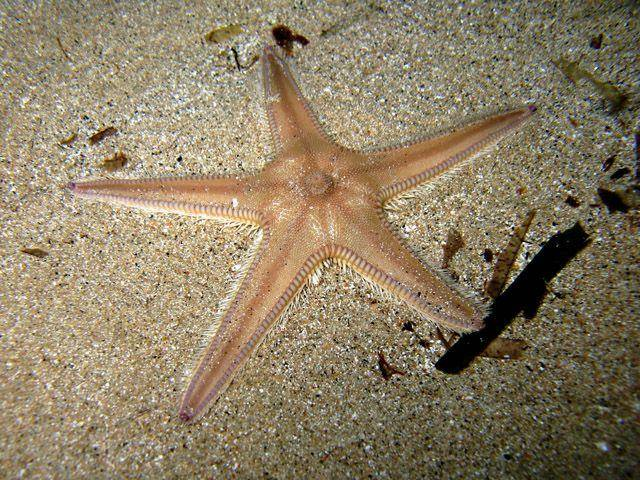
Astropecten irregularis
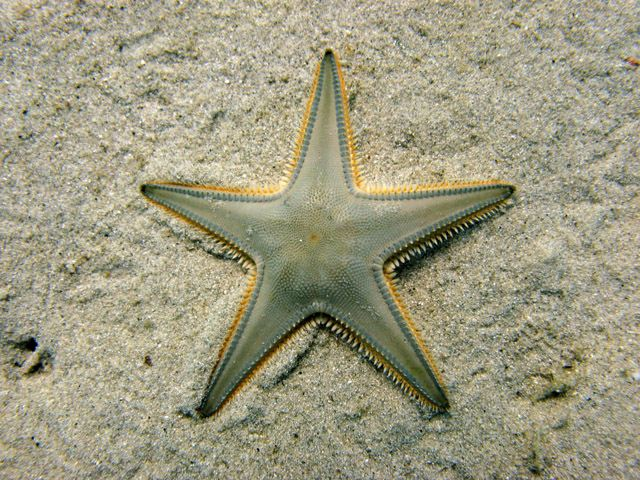
Astropecten jonstoni
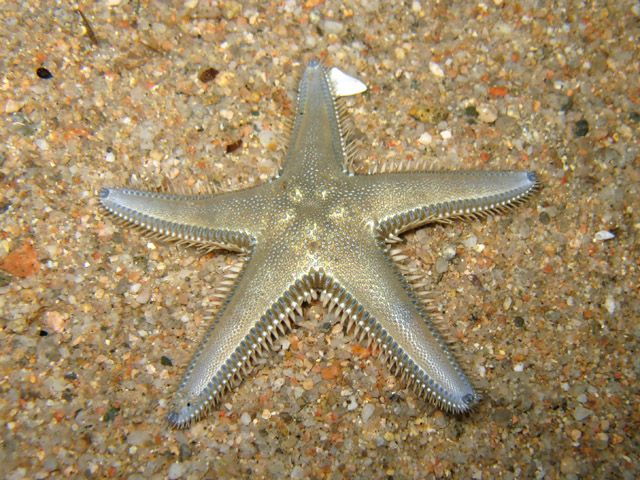
Astropecten platyacanthus